# Архелај I Македонски
Архелај I Македонски (грч. Αρχέλαος Α' της Μακεδονίας) био је македонски краљ од 413. п. н. е. до 399. п. н. е. Био је способан владар, познат по великим реформама администрације, војске и трговине. Био је значајан атински савезник опскрбљујући их дрвеном грађом за бродове. Престолницу је преместио из Еге у Пелу, која је постала важно културно седиште где су једно време живели песници попут Еурипида или сликари попут Зеуксида.

## Крвав долазак на власт
Према Платону био је син македонскога краља Пердике II и једне ропкиње, па је према томе био Пердикин незаконити син. Домогао се трона након убиства свога стрица Алкете, Алкетинога сина и седмогодишњега полубрата, који је био легитимни Пердикин син и наследник. Осигурао се оженивши се маћехом Клеопатром.

## Атински доброчинитељ
Атини је након катастрофалнога окончања Сицилијанске експедиције 413. п. н. е. била потребна нова флота. Требало им је много квалитетне грађе за бродове, а Македонија је у то доба била главни снабдевач квалитетним дрветом. Архелај је тада био у прилици да уцењује. Уместо тога Архелај је био дарежљив и снабдевао је Атињане грађом за бродове. Током 411. п. н. е. дозволио је Андокиди да сече велику количину дрвета, коју је Андокида онда продао атинској флоти на Самосу. Током 407/406. п. н. е. дозволио је Атињанима да граде бродове у Македонији, па су захвални Атињани због тога Архелају и његовим потомцима дали почасне титуле атинских амбасадора и доброчинитеља.

## Опсада Пидне
Пидна се 410. п. н. е. побунила против Архелаја, па је он онда са великом војском опседао град. У помоћ су му дошле атинска војска и морнарица под командом Терамена, али како се опсада отегла Терамен је отпловио за Тракију. Ипак Архелај је успео да сломи побуну. Да би Пидну одржао у покорности, а обалу под својом контролом одлучио је да поново изгради град на око 4 km од мора.

## Реформа
Архелај је започео са многима реформама у Македонији. Почео је да кује нови квалитетнији новац са већим садржајем сребра, али још увек македонски новац је био слабији од новца македонских јужних суседа. Градио је утврђења и просекао је равне путеве значајне за кретање војске. Побољшао је војну организацију, набавио нову војну опрему, унапредио коњицу и хоплитску тешку пешадију више од свих македонских краљева пре њега. Престолницу је преместио из Вергине (Еге) на северу у Пелу у средишњој македонској равни. Пела је представљала добар избор због неколико разлога. Пела је контролисала веома важан пут од запада према истоку, али и од севера према југу. Била је на језеру, имала је луку, а налазила се у веома плодној равници.

## Култура
Архелај је био поборник културе и имао је веома јаке културне и уметничке контакте са јужним деловима Грчке. У новом двору у Пели угошћавао је познате грчке песнике, трагичаре, попут Аргетона и Еурипида. На његов двор долазили су музичари и сликари, попут славнога Зеуксида из Ефеза. Еурипид је за време свога боравка у Македонији (410. п. н. е. до 408/407. п. н. е.) написао трагедију Архелај о митском оснивачу династије Аргеада. Архелај је реорганизовао македонску верзију Олимпијских игара у Диону. У време Олимпијских игара одвијала су се музичка и атлетска натецања, која су привлачила најславније уметнике и атлете из целе Грчке. Архелај је био један од такмичара, па је једном победио у тетрипону на Олимпијским и Питијским играма.

## Савез са Алимејом
Архелај је своју старију ћерку дао краљу Алимеје, а млађу је дао његовом сину Аминти II, са циљем да се избегне борба за власт између рођака, односно реприза Архелајевога успона на трон. Архелај је хтео да обезбеди сигуран трон за свога сина Ореста. Други разлог је била подршка, коју је од њих очекивао у рату са краљем Линка Арабејем и са Илиром Сиром.

## Смрт
Према Диодору један од краљевих пажева Кратер убио је у лову Архелаја 399. п. н. е. Међутим према Аристотелу постојало је неколико убица, који су убили због освете. До тога тренутка Архелај је успео да од Македоније створи значајну и снажну силу. Тукидид је истицао да је Архелај за Македонију учинио више него сви његови претходници заједно. Међутим након Архелајеве смрти уследила је грчевита борба за власт. Архелајева сина Ореста убио је стриц Ероп. Од 399. п. н. е. до 393. п. н. е. сменила су се четири владара Македоније: Орест, Ероп, Еропов син Паусаније и Аминта II. На крају је на власт дошао Аминта III.